# Laurent Simutoga
Pour les articles homonymes, voir Simutoga.
Pas d'image ? Cliquez ici

a Compétitions nationales et continentales officielles uniquement.

b Matchs officiels uniquement.
Laurent Simutoga, né le 8 décembre 1987 est un joueur français de rugby à XV qui évolue au poste de pilier gauche.
Son neveu, Patrick Tuifua, est également un joueur de rugby à XV.

## Biographie
Originaire de Wallis, mais élevé en Nouvelle-Calédonie, où il est capitaine des cadets territoriaux, Simutoga a la particularité d'avoir passé deux ans et demi en Nouvelle-Zélande, jouant d'abord avec l'équipe de son lycée de Lindisfarne College (en), où il obtient son baccalauréat, puis avec les juniors de la province de Hawke's Bay Rugby Union, tout en étudiant à l'université de cette province,.
Il est devenu le premier rugbyman néo-calédonien à être sélectionné dans une équipe de France (les – 21 ans) en janvier 2007. Convoqué pour cette occasion au Centre national du rugby de Marcoussis, il est remarqué par les recruteurs du Stade français, qui lui font signer un contrat pour 2007-2008. Laurent Simutoga signe ensuite un contrat de deux saisons avec le Stade rochelais en 2009. Peu utilisé lors de ses quatre ans en France, en raisons de blessures, il décide de faire son retour en Nouvelle-Zélande en 2012,. Il fait partie de l'effectif d'Hawke's Bay pour la saison 2012 de NPC, mais ne joue aucun match. Il continue ensuite à jouer au niveau amateur régional, avec le club d'Hastings, pendant quelques années,.
Il est l'oncle d'un joueur professionnel de rugby à XV : Patrick Tuifua,,.

## Palmarès

### En club
Néant

### En équipe nationale
- Équipe de France -21 ans : 2e du Tournoi des Six Nations 2007